# Kirchbach (Lohmar)
Kirchbach ist ein Weiler in Lohmar im Rhein-Sieg-Kreis in Nordrhein-Westfalen.

## Geographie
Kirchbach liegt mittig im Norden von Lohmar. Umliegende Ortschaften und Weiler sind Wahlscheid im Norden, Münchhof (Lohmar) im Nordosten, Grube Pilot und Weeg im Osten, Mackenbach (Lohmar) und Dorpmühle im Südosten, Stolzenbach (Lohmar) und Jüchen im Süden, Hitzhof, Brückerhof und Wahlscheid im Westen.

## Gewässer
Der Kirchbach, ein orographisch linker Nebenfluss der Agger fließt durch Kirchbach hindurch. Zwei namenlose Nebenbäche des Kirchbach fließen ebenfalls durch Kirchbach hindurch.

## Geschichte
Vor der kommunalen Neugliederung war Kirchbach Teil der amtsfreien Gemeinde Wahlscheid.

## Verkehr

### Verkehrsanbindung
Kirchbach liegt nahe zur B 484.

### Bahnverkehr
Der Bahnhof Lohmar-Honrath bei Jexmühle ist der nächstgelegene Bahnhof.

### Busverkehr
- Linie 545: Lohmar – Wahlscheid – Neuhonrath
- Linie 546: Lohmar – Donrath – Scheiderhöhe – Dahlhaus – Neuhonrath – Wahlscheid – Lohmar
- Linie 557: Siegburg – Lohmar – Donrath – Kirchbach – Wahlscheid – Overath

Das Anruf-Sammeltaxi (AST) ergänzt den Busverkehr im ÖPNV.
Kirchbach gehört zum Tarifgebiet des Verkehrsverbund Rhein-Sieg (VRS).